# Christian Frederik Emil Horneman
Christian Frederik Emil Horneman (ur. 17 grudnia 1840 w Kopenhadze, zm. 8 czerwca 1906 tamże) – duński kompozytor, dyrygent i pedagog.

## Życiorys
Pierwsze lekcje muzyki pobierał u ojca, Emila Hornemana, kompozytora, księgarza i wydawcy muzycznego. W latach 1858–1860 studiował w konserwatorium w Lipsku u Ignaza Moschelesa, Ernsta Friedricha Richtera i Moritza Hauptmanna. Jego szkolnym kolegą był Edvard Grieg, z którym przyjaźnił się przez całe życie. Po powrocie do Kopenhagi pracował w księgarni muzycznej ojca, dla celów zarobkowych publikował własne kompozycje pod swoim nazwiskiem i rozmaitymi pseudonimami. W 1865 roku został współzałożycielem towarzystwa Euterpe, którego był dyrygentem. Po jego rozwiązaniu w 1867 roku wyjechał na pewien czas za granicę. Po powrocie do kraju w 1872 roku sprzedał księgarnię ojca, następnie w 1874 roku wspólnie z Otto Mallingiem założył towarzystwo koncertowe Koncertforeningen, którym do 1879 roku dyrygował. W 1880 roku powołał do życia własną uczelnię muzyczną.
Tworzył pod wpływem muzyki niemieckiej, głównie Brahmsa i Schumanna. Za życia nie spotkał się z uznaniem, dopiero z czasem został doceniony jako jeden z najważniejszych XIX-wiecznych duńskich kompozytorów. Był autorem opery Aladdin (wyst. Kopenhaga 1888), która oryginalnie zakończyła się klapą i wzbudziła zainteresowanie publiczności dopiero po ponownym wystawieniu w 1902 roku. Zakończenie jego Kantate ved Universitets Mindefest for Christian IX pt. „Vort Hjem, du danske Jord” stało się popularną duńską pieśnią patriotyczną.